# Astrophiura permira
Astrophiura permira is een slangster uit de familie Ophiuridae.
De wetenschappelijke naam van de soort werd in 1879 gepubliceerd door Percy Sladen.